# Pour saluer Melville
Pour saluer Melville est un essai littéraire de Jean Giono paru en 1941 chez Gallimard, dans la collection NRF.

## Nature de l'œuvre
Giono avait fait paraître sa traduction de Moby Dick entre mai 1938 et février 1939, coécrite avec Lucien Jacques. La traduction complète est parue en 1941.
Dans son essai, Giono explique que Moby Dick l'a « accompagné » depuis de nombreuses années et qu'il souhaite rendre hommage à l'auteur américain Herman Melville. Il ne s'agit ni d'une biographie, ni d'une analyse littéraire, mais d'un portrait subjectif de l'auteur.

## Extrait de l'essai
Le premier paragraphe est le suivant (courte citation) :
« La traduction de Moby-Dick, de Herman Melville, qui paraît d'autre part, commencée le 16 novembre 1936 a été achevée le 10 décembre 1939. Mais, bien avant d'entreprendre ce travail, pendant cinq ou six ans au moins, ce livre a été mon compagnon étranger. Je l'emportais régulièrement avec moi dans mes courses à travers les collines. Ainsi, au moment même où souvent j'abordais ces grandes solitudes ondulées comme la mer mais immobiles, il me suffisait de m'asseoir, le dos contre le tronc de pin, de sortir de ma poche ce livre qui déjà clapotait pour sentir se gonfler sous moi et autour la vie multiple des mers. (...) »